# Agnieszka Grodzińska
Agnieszka Grodzińska (ur. w 1984 w Opolu) – polska artystka realizująca instalacje, prace malarskie i rysunkowe, a także ruchome obrazy wideo. Autorka wystaw, projektów badawczych, tekstów o sztuce, publikacji artystycznych i naukowych.

## Życiorys
Agnieszka Grodzińska jest absolwentką Zespołu Państwowych Placówek Kształcenia Plastycznego im. Jana Cybisa w Opolu. Ukończyła studia na Akademii Sztuk Pięknych w Poznaniu w 2009 r., zaś w 2014 obroniła pracę doktorską, a w 2020 otrzymała habilitację na Uniwersytecie Artystycznym w Poznaniu. Współprowadzi pracownię obrazu na Wydziale Malarstwa Akademii Sztuki w Szczecinie.
W latach 2014–2016 współpracowała z magazynem artpunkt w ramach autorskiej kolumny Read and Die.

## Twórczość

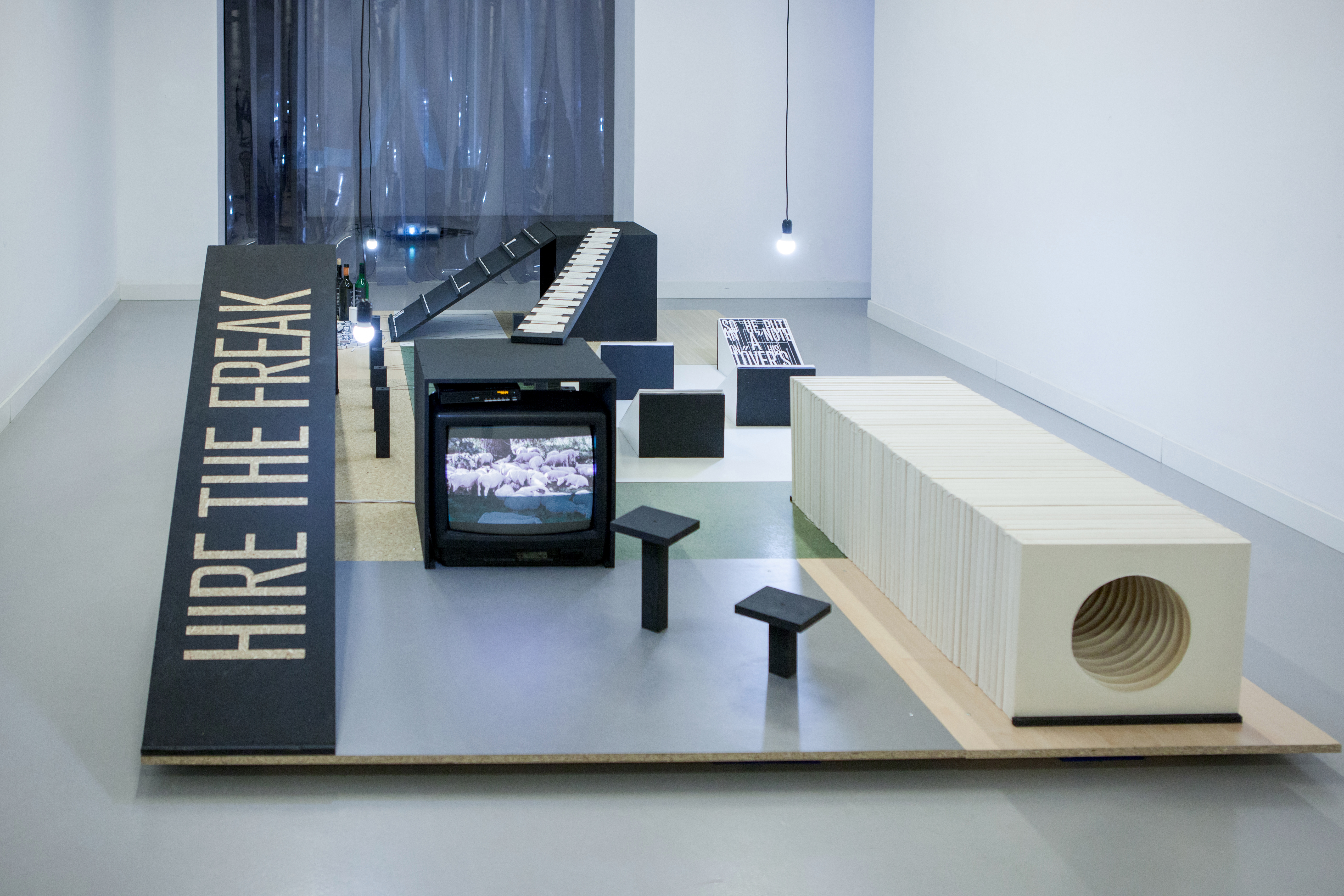
No More No Less, Zona Sztuki Aktualnej, Szczecin, 2018

Posługuje się techniką found footage. Interesuje ją multiplikacja, reprodukcja, konstrukcje systemowe oraz mechanizmy społecznego i indywidualnego dyscyplinowania.
Ważną rolę w twórczości artystki odgrywają pojęcia obrazów i obrazowania. Autorka porusza zagadnienie wytwarzania obrazów, ich dystrybucji, przemian, cyrkulacji i miejsca, które ostatecznie zajmują oraz znaczeń, których nabierają. Korzysta zarówno z imaginarium sztuki, jak i wszelkich „niskich” sposobów obrazowania – dokumentacyjnych, użytkowych, medialnych, reklamowych czy prywatnych, które wyciągnięte z pierwotnego kontekstu, stają się materiałem jej realizacji i badań.
Jak pisze Jakub Bąk:
Odbicia na obrazach Agnieszki Grodzińskiej w zdecydowanej większości mają charakter obrazów widmowych. Są widzialnym ekwiwalentem nieistniejących już bytów, jak zjawy na pokazie spirytystycznym. W swoich studiach nad procesem wytwarzania (malarstwo) i udostępniania (wystawa, książka) obrazów odważnie eksploruje możliwości niskich technik reprodukcji, takich jak ksero, riso, skaner i biurowa drukarka. Odważnie, ponieważ jej działania nie są nakierowane na kokietowanie trashową niedoskonałością. Kolejne coraz bardziej rozbudowane systemy redystrybucji, jakie buduje na swoich wystawach i w wydawnictwach, oraz stale rozgałęziające się ciągi przedstawień jasno wskazują na systematyczną logikę pracy nad przeformatowaniem, ruchem, próbą i obrazowaniem w swej istocie.
W nowszych pracach Agnieszka Grodzińska podejmuje również temat procesów poznawczych i adaptacyjnych oraz zagadnienie mechanizmu „formowania” jednostki opartego na schemacie: obserwacja-nauka-powtarzalność-wzór. Zastanawia się nad możliwymi alternatywami dla monotonii określonego systemu edukacji, struktur pracy czy kanwy społecznych norm.

## Stypendia i nagrody
Jest dwukrotną stypendystką Ministerstwa Kultury i Dziedzictwa Narodowego (2009 i 2011), finalistką konkursu Talenty Radia #3 (2012). Jest także stypendystką programu Art in General w Nowym Jorku (2019), oraz Programu Wyszechradzkiego/Visegrad Fund (2016 w Pradze i 2018 w Budapeszcie). Brała udział w programach rezydencyjnych w Gyeongju Art Centre podczas międzynarodowej rezydencji Art Festival, Gyeongju (Korea, 2019), betOnest/The Emergence of a New Art Space, Stolpe/Oder, Brandenburgia (2017), Institut für Alles Mögliche (Berlin, 2015), BANSKÁ ST A NICA Contemporary (Słowacja, 2014). W 2014 została wyróżniona nagrodą Medal Młodej Sztuki w kategorii sztuki wizualne.

## Wybrane wystawy
Brała udział w licznych wystawach solowych i zbiorowych w Polsce i za granicą, m.in.:
- Headquaters, Galeria Skala, Poznań, 2021
- Traffic of Favours, Galeria Mak, Wenecja, 2019
- Are you choking?, Galeria Rodriguez, Poznań, 2019
- Soon this body will be still, Matca Art Space, Cluj-Napoka, Rumunia, 2019
- Artists in Residence/Open-Studio, Art in General, Nowy Jork, 2019
- Roy da Prince, Galeria Futura, Praga, Czechy, 2016
- Streaching Space, Galeria Inda, Budapeszt, Węgry, 2016
- Artist in Residence, Futura Karlin Studio, Praga, 2016
- Beyond the Obvious – Contemporary Women Artists from CEE, Budapest Gallery Weekend, Galeria Inda, Budapeszt, 2015
- Chcesz mieć spokój w grobie, nie zostawiaj nic po sobie, BWA Zielona Góra, 2015
- Saturation Rhythm, Galerie Laboratorio, Praga, Czechy, 2013
- Impossibility vs. Self-censorship, El Matadero, Madryt, Hiszpania, 2013
- Echo Park, Galeria Starter, Warszawa, 2011

## Publikacje
Artystka ma na swoim koncie m.in. następujące publikacje:
- Classy of an Art Class: Nawigacje/Navigations i Ćwiczenia/Exercise, wyd. Wydziału Malarstwa i Nowych Mediów, Akademia Sztuki w Szczecinie, 2018
- Helo Frame. Picturemaking is coming. Postreprodukcyjne praktyki artystyczne., wyd. Wydziału Malarstwa i Nowych Mediów Akademii Sztuki w Szczecinie, 2016
- Hard Light in the Light Heat, wyd. Galeria Wozownia, Toruń, 2015
- Flex-o-View. S-q-u-e-e-z-e to Focus, wyd. Galeria Starter, Warszawa, 2014
- Echo Park, wyd. Galeria Starter, Warszawa, 2011